# ITU World Championship Series 2012
Die World Championship Series 2012 ist eine Triathlon-Rennserie über die „Kurzdistanz“ oder auch „olympische Triathlon-Distanz“. Sie wird seit 2009 vom internationalen Triathlon-Verband ITU (International Triathlon Union) ausgetragen.

## Organisation
Die Distanzen für diese Rennen sind 1,5 km Schwimmen, 40 km Radfahren und 10 km Laufen. Dieser Weltcup wird seit 1989 jährlich von der Internationalen Triathlon Union (ITU) veranstaltet.
In der Saison 2012 wurden acht Rennen ausgetragen:

### Wertung
Für die Jahreswertung der Weltmeisterschaft werden neben den neun Rennen der Weltserie auch die anderen Rennen des ITU-Weltcups berücksichtigt:
- Für die Jahreswertung werden die besten fünf Ergebnisse der Weltserie, das letzte Finalrennen sowie maximal zwei Weltcup-Rennen berücksichtigt.[1]
- Beim Finale in Auckland gibt es im Oktober für einen Sieg 1200 Punkte und bei den anderen acht Rennen der Weltserie gibt es für einen Sieg jeweils 800 Punkte.
- Bei einem normalen ITU-Weltcup gibt es hingegen nur 300 Punkte. Jede weitere Platzierung bekommt bei diesen Rennen eine festgelegte Punktezahl gutgeschrieben.[2]

### Qualifikation
Jeder nationale Dachverband kann pro Wettkampf der Serie bis zu sechs männliche und weibliche Athleten nominieren, der gastgebende Verband bis zu acht. Die Meldung hat spätestens 33 Tage vor dem Wettkampf an die ITU zu erfolgen.
Die ITU stellt anhand der Platzierung der gemeldeten Athleten auf der ITU Points List die Starterfelder von je 60 männlichen und weiblichen Athleten zusammen, zusätzlich können je fünf Einladungen ausgesprochen werden. In die ITU Points List gehen im Gegensatz zum World Championship Ranking auch weitere Wettkämpfe wie z. B. U23-Weltmeisterschaften, kontinentale Meisterschaften und Cup-Veranstaltungen und Studentenweltmeisterschaften ein.
Die ursprünglich für den 14. und 15. Mai 2011 angesetzten Rennen in Yokohama wurden aus Angst vor zu hoher Strahlung nach dem Atom-Unfall im März in Fukushima durch die ITU auf unbestimmte Zeit verschoben. Das Rennen wurde dann am 18. und 19. September 2011 ausgetragen und lag terminlich damit schon nach dem „Grand Final“ 2011 in Peking. Die Ergebnisse sollen nun in der Wertung für die Rennserie 2012 berücksichtigt werden.
Steffen Justus konnte im April das Rennen in Sydney für sich entschieden – nach Jan Frodeno (2009, 2010) der zweite deutsche Sieger seit Einführung der Serie vor drei Jahren.

### Ergebnisse

#### Männer
| Datum         | Ort         | Gold                  | Zeit    | Silber                | Zeit    | Bronze           | Zeit    |
| 18. Sep. 2011 | Yokohama    | João Pedro Silva      | 1:49:21 | Alexander Brjuchankow | 1:49:35 | Dmitri Poljanski | 1:50:04 |
| 14. Apr. 2012 | Sydney      | Steffen Justus        | 1:51:04 | Richard Murray        | 1:51:13 | Laurent Vidal    | 1:51:15 |
| 12. Mai 2012  | San Diego   | Jonathan Brownlee     | 1:48:47 | Sven Riederer         | 1:48:52 | Richard Murray   | 1:49:01 |
| 27. Mai 2012  | Madrid      | Jonathan Brownlee -2- | 1:51:49 | Alexander Brjuchankow | 1:52:30 | Dmitri Poljanski | 1:52:55 |
| 24. Juni 2012 | Kitzbühel   | Alistair Brownlee     | 1:50:13 | Jonathan Brownlee     | 1:51:02 | Javier Gómez     | 1:51:18 |
| 21. Juli 2012 | Hamburg 1   | Richard Murray        | 0:51:48 | Javier Gómez          | 0:51:53 | Steffen Justus   | 0:51:59 |
| 25. Aug. 2012 | Stockholm 1 | Jonathan Brownlee -3- | 0:54:24 | Javier Gómez          | 0:54:31 | Vincent Luis     | 0:54:35 |
| 29. Sep. 2012 | Yokohama    | João Pedro Silva -2-  | 1:59:07 | Javier Gómez          | 1:48:57 | Dmitri Poljanski | 1:49:10 |
| 20. Okt. 2012 | Auckland    | Javier Gómez          |         | Jonathan Brownlee     |         | Sven Riederer    |         |

#### Frauen
| Datum         | Ort         | Gold              | Zeit    | Silber          | Zeit    | Bronze               | Zeit    |
| 19. Sep. 2011 | Yokohama    | Andrea Hewitt     | 1:59:17 | Emma Moffatt    | 1:59:30 | Kate McIlroy         | 1:59:44 |
| 14. Apr. 2012 | Sydney      | Erin Densham      | 2:01:29 | Helen Jenkins   | 2:01:38 | Andrea Hewitt        | 2:01:45 |
| 12. Mai 2012  | San Diego   | Helen Jenkins     | 1:58:21 | Erin Densham    | 1:59:26 | Laura Bennett        | 2:00:11 |
| 26. Mai 2012  | Madrid      | Nicola Spirig     | 2:06:35 | Aileen Morrison | 2:06:39 | Bárbara Riveros Díaz | 2:06:41 |
| 23. Juni 2012 | Kitzbühel   | Nicola Spirig -2- | 2:05:37 | Lisa Nordén     | 2:05:40 | Andrea Hewitt        | 2:05:43 |
| 22. Juli 2012 | Hamburg 1   | Erin Densham -2-  | 0:56:07 | Emma Moffatt    | 0:56:19 | Sarah Groff          | 0:56:21 |
| 25. Aug. 2012 | Stockholm 1 | Lisa Nordén       | 1:00:36 | Maaike Caelers  | 1:00:45 | Bárbara Riveros Díaz | 1:00:55 |
| 29. Sep. 2012 | Yokohama    | Lisa Nordén -2-   | 1:59:07 | Anne Haug       | 1:59:07 | Maaike Caelers       | 1:59:12 |
| 20. Okt. 2012 | Auckland    | Anne Haug         | 2:10:48 | Gwen Jorgensen  | 2:11:00 | Bárbara Riveros Díaz | 2:11:01 |

### Gesamtwertung

#### Männer

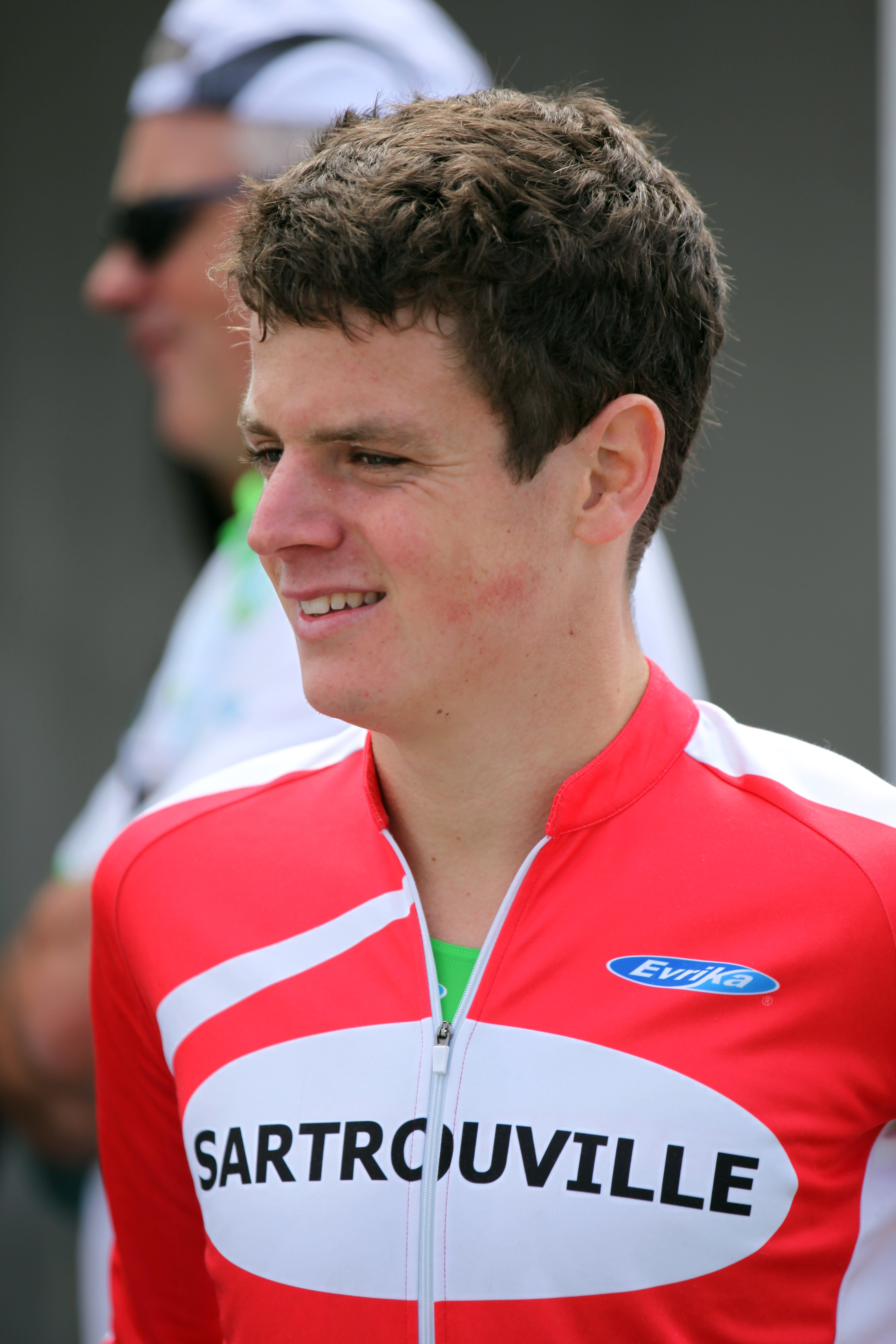
Jonathan Brownlee – Weltmeister auf der Kurzdistanz (2012)

Mit drei Gold- und zwei Silbermedaillen entschied der Brite Jonathan Brownlee die Rennsaison 2012 für sich.
| Platz | Land | Athlet                      | Punkte |
| ----- | ---- | --------------------------- | ------ |
| 1     | GBR  | Jonathan Brownlee           | 4.935  |
| 2     | ESP  | Francisco Javier Gómez Noya | 4.845  |
| 3     | RUS  | Dmitri Poljanski            | 3.822  |
| 4     | SUI  | Sven Riederer               | 3.773  |
| 5     | RSA  | Richard Murray              | 3.575  |
| 6     | GER  | Steffen Justus              | 3.564  |
| 7     | RUS  | Alexander Brjuchankow       | 3.285  |
| 8     | FRA  | Laurent Vidal               | 2.772  |
| 18    | GER  | Maik Petzold                | 1.989  |
| 24    | GER  | Gregor Buchholz             | 1.617  |
| 26    | GER  | Christian Prochnow          | 1.569  |
| 35    | GER  | Jan Frodeno                 | 1.187  |
| 45    | SUI  | Ruedi Wild                  | 0.997  |
| 51    | GER  | Jonathan Zipf               | 0.856  |
| 55    | GER  | Franz Loeschke              | 0.740  |
| 75    | SUI  | Reto Hug                    | 0.508  |
| 97    | SUI  | Andrea Salvisberg           | 0.312  |
| 100   | AUT  | Andreas Giglmayr            | 0.297  |
| 103   | GER  | Sebastian Rank              | 0.293  |
| 108   | SUI  | Florin Salvisberg           | 0.269  |
| 122   | GER  | Nils Frommhold              | 0.199  |
| 168   | AUT  | Alois Knabl                 | 0.105  |

Stand: 21. Oktober 2012 

#### Frauen

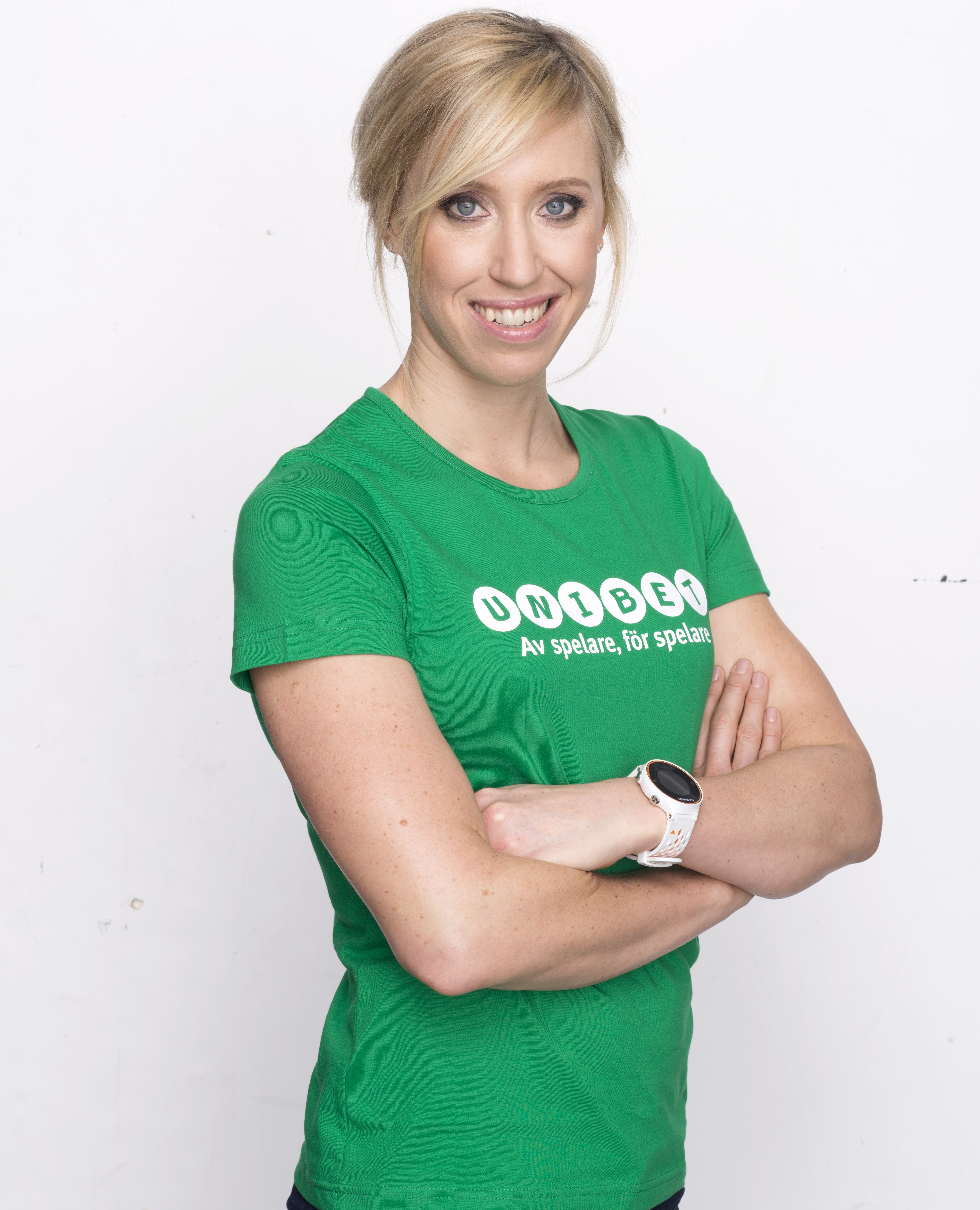
Lisa Nordén – Weltmeisterin auf der Kurzdistanz (2012)

Mit zwei Gold- und einer Silbermedaille entschied die Schwedin Lisa Nordén die Rennsaison 2012 für sich.
| Platz | Land | Athletin         | Punkte |
| ----- | ---- | ---------------- | ------ |
| 1     | SWE  | Lisa Nordén      | 4.531  |
| 2     | GER  | Anne Haug        | 4.340  |
| 3     | NZL  | Andrea Hewitt    | 3.893  |
| 4     | AUS  | Erin Densham     | 3.611  |
| 5     | AUS  | Erin Densham     | 3.611  |
| 6     | SUI  | Nicola Spirig    | 3.264  |
| 11    | AUS  | Emma Moffatt     | 2.856  |
| 13    | GBR  | Helen Jenkins    | 2.668  |
| 17    | IRL  | Aileen Morrison  | 2.231  |
| 25    | GER  | Anja Knapp       | 1.481  |
| 27    | GER  | Anja Dittmer     | 1.461  |
| 36    | GER  | Svenja Bazlen    | 1.245  |
| 47    | GER  | Rebecca Robisch  | 1.053  |
| 53    | AUT  | Lisa Perterer    | 0.839  |
| 54    | GER  | Kathrin Müller   | 0.837  |
| 56    | SUI  | Melanie Hauss    | 0.805  |
| 62    | GER  | Ricarda Lisk     | 0.679  |
| 85    | GER  | Sarah Fladung    | 0.372  |
| 85    | SUI  | Céline Schärer   | 0.372  |
| 93    | SUI  | Daniela Ryf      | 0.282  |
| 110   | AUT  | Lydia Waldmüller | 0.192  |

Stand: 20. Oktober 2012 